# Clarkson & Capel Steam Car Syndicate
Clarkson & Capel Steam Car Syndicate Ltd. war ein britischer Hersteller von Automobilen.

## Unternehmensgeschichte
Thomas Clarkson und Herbert Capel gründeten 1899 das Unternehmen im Londoner Stadtteil Dalston und begannen mit der Produktion von Automobilen. Der Markenname lautete Clarkson. 1902 endete die Produktion, Nachfolgeunternehmen war Chelmsford Limited.

## Fahrzeuge

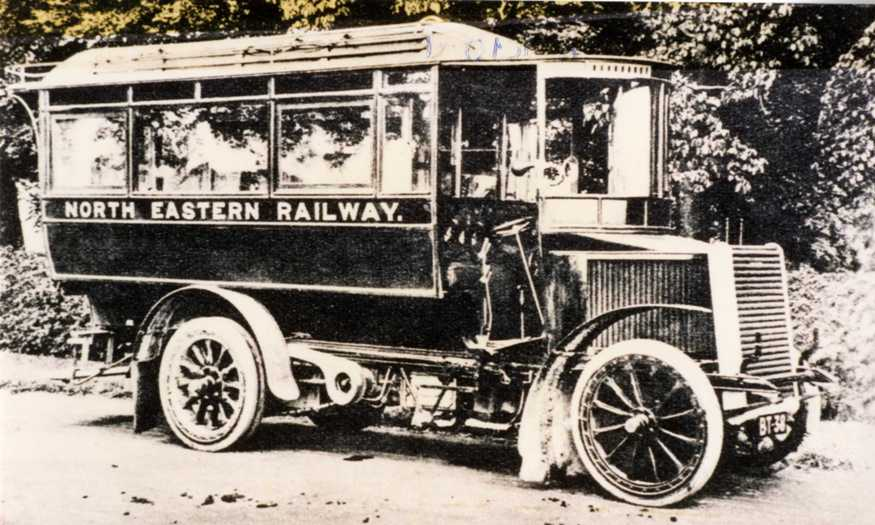
Dampfbetriebener Clarkson-Omnibus

Das Unternehmen stellte Dampfwagen her. Der wichtigste Produktzweig waren Nutzfahrzeuge, daneben entstanden einige Pkw. So wurden 1899 auf einer Automobilausstellung in Richmond zwei Fahrzeuge präsentiert. Ein Modell hatte den Dampfmotor im Heck. Es bot Platz für sechs Personen, dazu für den Fahrer, der hinter den Passagieren seinen Sitz hatte. Das andere Modell war kleiner und vom Kutschentyp Viktoria abgeleitet.